# Funksteckdose

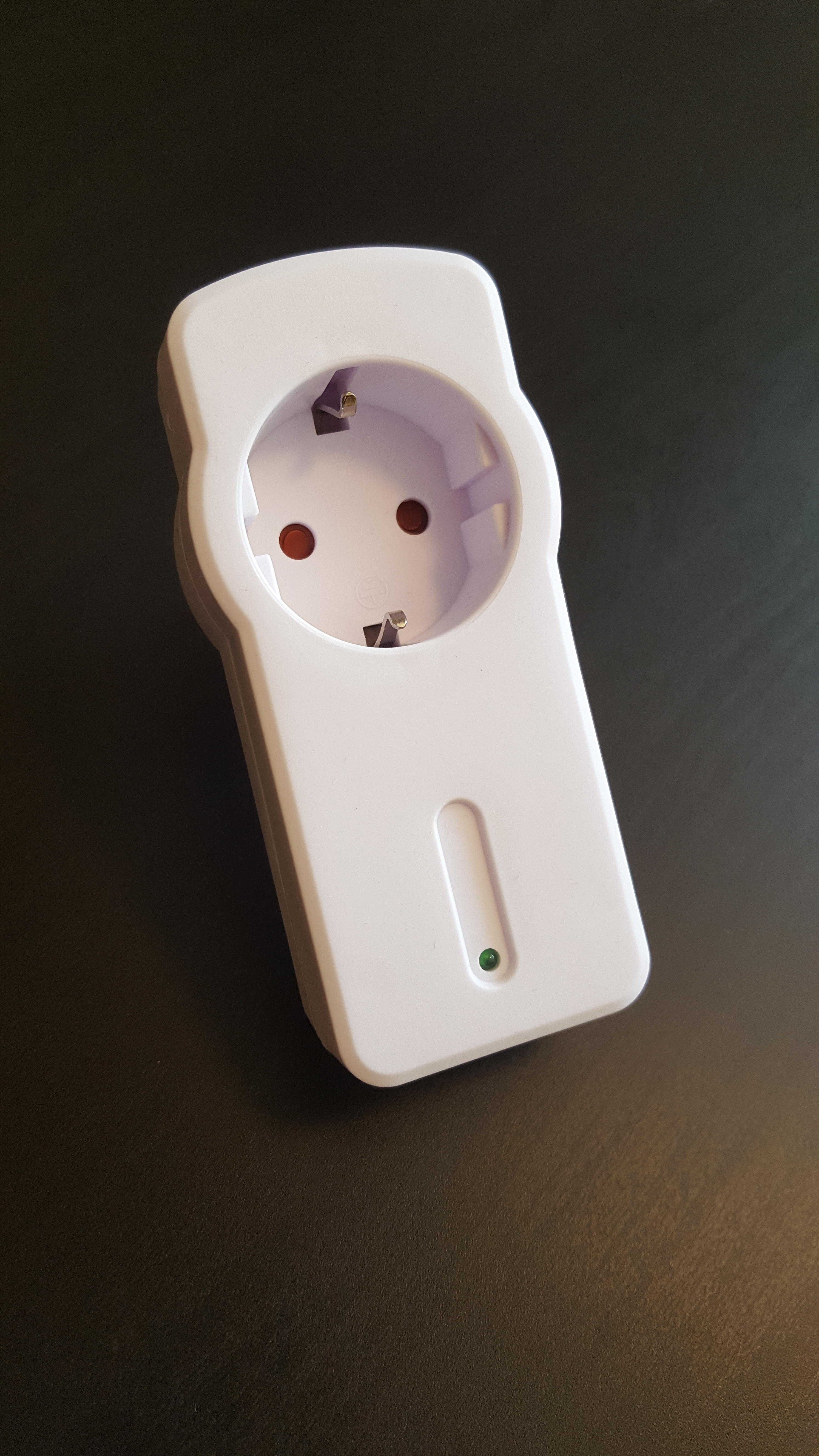
Funksteckdose von vorne

Bei einer Funksteckdose (Funkschalter, oder Funkrelais) handelt es sich um eine elektronische Apparatur zur Fernschaltung der Stromzufuhr von Haushaltsgeräten, die unter der jeweils landesüblichen Netzspannung operieren.
Zur Ansteuerung wird meist ein nicht-verschlüsseltes Funksignal mithilfe einer Fernbedienung im 433-MHz-ISM-Frequenzband gesendet.
Dadurch unterscheidet sich die Funksteckdose von modernen Garagentoröffnern, welche ihr Signal mithilfe eines Rollingcodes verschlüsseln. Dadurch ist die Funksteckdose nicht an eine bestimmte Fernbedienung gebunden. Neben konventionellen Zwei-Wege-Relais, verfügen einige Steckdosen auch über eine Steuerungsmöglichkeit, welche eine Dimmfunktion zulässt.